# Paul W. Fassnacht
Paul William Fassnacht (* 29. November 1905 in Philadelphia, Pennsylvania; † 22. Mai 1986 in Tustin, Orange County, Kalifornien) war ein US-amerikanischer Filmtechniker, Erfinder und Manager, der 1960 mit einem Oscar für Wissenschaft und Entwicklung ausgezeichnet wurde. Bei dem Preis handelt es sich um eine sogenannte Class-II-Auszeichnung, da die Preisträger statt einer Oscar-Statuette (Class I) eine Oscar-Plakette erhalten.

## Berufliches
Im Jahr 1960 wurde Paul W. Fassnacht gemeinsam mit Wadsworth E. Pohl, Henry Imus, Jack Alford, Joseph Schmit und Al Lofquist, die zu dieser Zeit alle bei der Technicolor Corp. beschäftigt waren, mit einem Oscar für Wissenschaft und Entwicklung ausgezeichnet. Ihnen wurde diese Auszeichnung „For the development and practical application of equipment for wet printing“ (für die Entwicklung und praktische Anwendung von Geräten für den Nassdruck) zuerkannt.
Die Zeitung Tustin-News schrieb am 25. März 1971, dass der kürzlich pensionierte Paul W. Fassnacht (65), Präsident und CEO von Technicolor Inc. kürzlich pensioniert worden sei und nun in Tustin lebe. Er sei 1929 als Techniker zu Technicolor gekommen und 1966 zum Top-Manager aufgestiegen. Er werde dem Unternehmen auch weiterhin als Berater und Mitglied des Vorstands erhalten bleiben.
Über Fassnachts Ausbildung und seinen Werdegang im Einzelnen ist nichts bekannt.

## Auszeichnungen
- Oscar/Wissenschaft und Entwicklung 1960 an Paul W. Fassnacht, Pohl, Imus, Alford, Schmit und Lofquist
- Besondere Auszeichnung auf dem American Television Commercials Festival 1967 für seine technischen Leistungen zur Entwicklung des Vidtronics-Verfahrens von Technicolor[2]